# Jared
Jared ist ein männlicher Vorname, der insbesondere in den USA auftritt.

## Herkunft und Bedeutung
Jared ist eine in den USA und Kanada gebräuchliche Variante des biblischen Namens Jered. Die Etymologie des Namens ist nicht gesichert. In der Forschung werden die Bedeutungen „Sklave“ (aus dem Akkadischen) oder „Rose“ (aus dem Arabischen) diskutiert. Eine andere Möglichkeit ist die Herleitung von der Wurzel ירד „hinabsteigen“, „Abstieg“.

## Namensträger
- Jared Allen (* 1982), US-amerikanischer American-Football-Spieler
- Jared Bernstein (* 1955), US-amerikanischer Ökonom
- Jared Boll (* 1986), US-amerikanischer Eishockeyspieler
- Jared Borgetti (* 1973), mexikanischer Fußballspieler
- Jared L. Brush (1835–1913), US-amerikanischer Politiker
- Jared Carter (* 1939), US-amerikanischer Dichter
- Jared Cowen (* 1991), kanadischer Eishockeyspieler
- Jared Cunningham (* 1991), US-amerikanischer Basketballspieler
- Jared Deacon (* 1975), britischer Sprinter und Hürdenläufer
- Jared Diamond (* 1937), US-amerikanischer Evolutionsbiologe, Physiologe und Biogeograf
- Jared Dudley (* 1985), US-amerikanischer Basketballspieler
- Jared Emerson-Johnson (* 1981), US-amerikanischer Videospielmusikkomponist
- Jared Gilman (* 1998), US-amerikanischer Schauspieler
- Jared S. Gilmore (* 2000), US-amerikanischer Schauspieler
- Jared Gold, US-amerikanischer Jazz-Organist und Komponist
- Jared Goldberg (* 1991), US-amerikanischer Skirennläufer
- Jared Hall (* ≈1985), US-amerikanischer Jazzmusiker
- Jared Harris (* 1961), britischer Schauspieler
- Jared Hasselhoff (* 1971), US-amerikanischer Musiker
- Jared Hodgkiss (* 1986), englischer Fußballspieler
- Jared Homan (* 1983), bulgarisch-US-amerikanischer Basketballspieler
- Jared Huffman (* 1964), US-amerikanischer Politiker
- Jared Irwin (Politiker, 1750) (1750–1818), britisch-amerikanischer Politiker (Georgia)
- Jared Irwin (Politiker, 1768) (1768–1818), britisch-amerikanischer Politiker (Pennsylvania)
- Jared Jaffee (* 1981), US-amerikanischer Pokerspieler
- Jared Jordan (* 1984), US-amerikanischer Basketballspieler
- Jared Joyce (* 1988), südafrikanischer Eishockeyspieler
- Jared Kushner (* 1981), amerikanischer Unternehmer, Schwiegersohn Donald Trumps
- Jared Leto (* 1971), US-amerikanischer Schauspieler und Musiker
- Jared Martin (1941–2017), US-amerikanischer Schauspieler
- Jared McCann (* 1996), kanadischer Eishockeyspieler
- Jared Christopher Monti (1975–2006), US-amerikanischer Militär
- Jared Moskowitz (* 1980), US-amerikanischer Politiker
- Jared Newson (* 1984), US-amerikanischer Basketballspieler
- Jared Padalecki (* 1982), US-amerikanischer Schauspieler
- Jared Palmer (* 1971), US-amerikanischer Tennisspieler
- Jared V. Peck (1816–1891), US-amerikanischer Politiker
- Jared Perkins (1793–1854), US-amerikanischer Politiker
- Jared Polis (* 1975), US-amerikanischer Unternehmer und Politiker
- Jared Thomas Reiner (* 1982), US-amerikanischer Basketballspieler
- Jared Robinson (* 1963), australischer Schauspieler
- Jared Ross (Eishockeyspieler, 1982) (* 1982), US-amerikanischer Eishockeyspieler
- Jared Ross (Eishockeyspieler, 1984) (* 1984), kanadischer Eishockeyspieler
- Jared Y. Sanders (1869–1944), US-amerikanischer Politiker
- Jared Y. Sanders junior (1892–1960), US-amerikanischer Politiker
- Jared Sembritzki (* 1969), Oberst des Heeres der Bundeswehr
- Jared Sparks (1789–1866), US-amerikanischer Geschichtsschreiber
- Jared Spurgeon (* 1989), kanadischer Eishockeyspieler
- Jared Sullinger (* 1992), US-amerikanischer Basketballspieler
- Jared Staal (* 1990), kanadischer Eishockeyspieler
- Jared Tallent (* 1984), australischer Geher
- Jared W. Williams (1796–1864), US-amerikanischer Politiker
- Jared Mauch (2002-   ), Deutscher Obstbauer